# Серж Лифар
Серж Лифа́р (Сергі́й Миха́йлович Ли́фар, фр. Serge Lifar, 20 березня (2 квітня) 1905 , Пирогів, Київська губернія, Російська імперія  — 15 грудня 1986 , Лозанна, Во, Швейцарія ) — український артист балету, балетмейстер, теоретик танцю, колекціонер та бібліофіл, відомий як один із найвидатніших танцівників XX століття.
Був засновником Академії танцю при «Гранд-Опера», ректором Інституту хореографії та Університету танцю Парижа, почесним президентом Всесвітньої ради танцю ЮНЕСКО. Сучасники називали його «богом танцю», «добрим генієм балету XX століття». За 26 років роботи в Опері Лифар виховав одинадцять зірок балету.

## Дитинство і юність

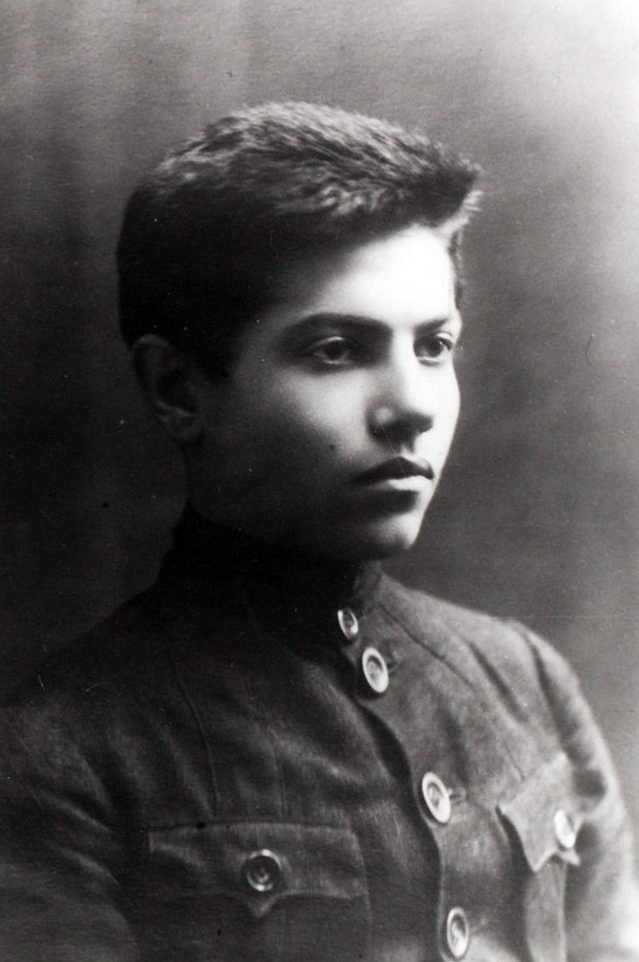
Сергій Лифар, листопад 1922 р.

Сергій Лифар народився 20 березня (2 квітня) 1905 року (за іншими даними — 2 (15) квітня 1904 року) в тодішньому передмісті Києва селі Пирогів або ж у селі Віта-Литовська, у родині помічника лісничого Трипільсько-Вітянського лісництва Михайла Яковича Лифаря та його дружини Софії Василівни Марченко. У метричній книзі церкви Воздвиження Чесного Хреста Господнього села Пирогова, парафіянами якої була родина Лифарів, є запис про його народження 20 березня та хрещення 10 квітня 1905 року. Родина Лифарів мала глибоке козацьке коріння. Пізніше Сергій Михайлович згадував, як, гостюючи в свого діда у Каневі, слухав розповіді про героїчне минуле України та розглядав «пожовклі вицвілі грамоти з восковими печатками, що ними нагороджували Лифарів українські гетьмани та кошові отамани великого Війська Запорізького».
У 1913 році Сергій пішов навчатися до Імператорської Олександрівської гімназії. Пізніше продовжив навчання у 8-й Київській гімназії.
Хлопчик був наділений тонким музичним чуттям. З дитинства Лифар співав у церковному хорі Софійського собору, брав уроки гри на скрипці у професора Воячека, відвідував клас фортепіано у Київській консерваторії. Поет, співак та композитор О. Вертинський писав, що Сергій був «...стрункий та смуглявий, з великою домішкою циганської крові – «Циганча», як ми його називали. ...Знав дуже старі, вже забуті циганські пісні й майстерно співав їх, ще тримаючи у пам’яті ті самі особливі давні циганські акорди. Твердо пам’ятав усі циганські династії й добре знався на них. Як співав і танцював по-циганськи Лифар!...». Французький мистецтвознавець І. Лідова також відзначала в його зовнішності «дивну красу чуттєвого циганського обличчя».
Але визначальною в його долі стала зустріч із Броніславою Ніжинською, сестрою відомого на той час танцівника Вацлава Ніжинського. Саме її київська балетна студія «Школа руху» і стала для 17-річного Сергія першим кроком до вершин слави.

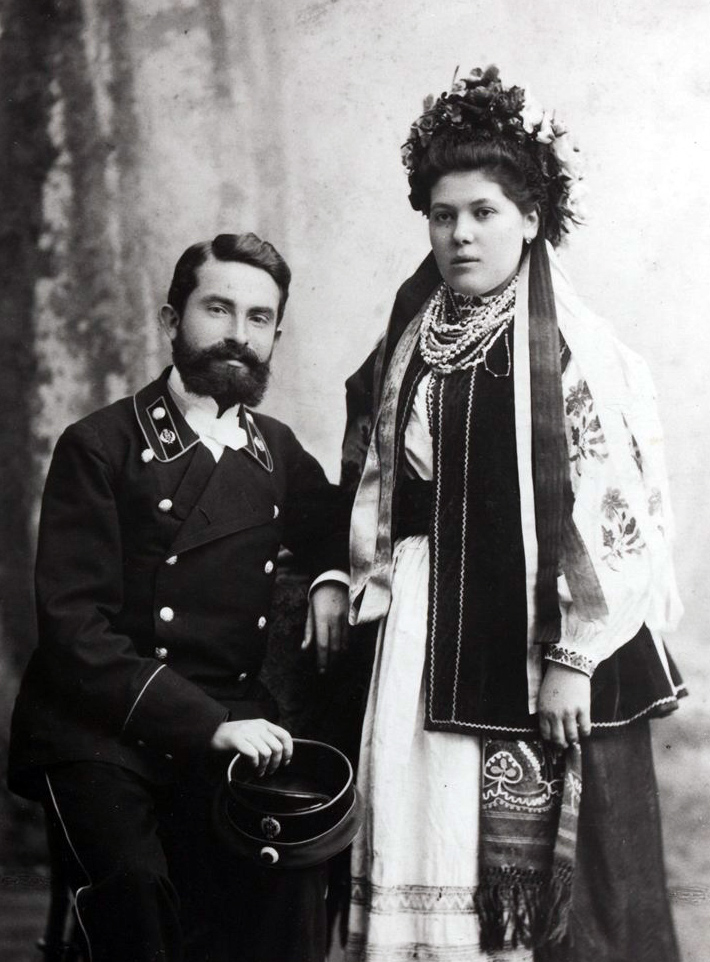
Батьки Сержа Лифаря
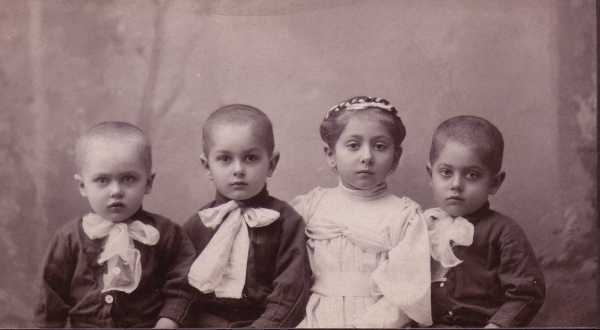
Леонід, Василь, Євгенія, Сергій

## Еміграція
У 1922 році Ніжинська емігрувала до Парижа, де співпрацювала зі знаменитим «Російським балетом» Сергія Дягілєва. Через рік вона запросила до трупи своїх найкращих учнів, серед яких і Лифаря. В Парижі його вчителями стали віртуозний італієць Енріке Чекетті та колишній наставник Вацлава Ніжинського Ніколя Лега. Самовіддана праця, фанатична любов до танцю швидко зробили зі скромного, допитливого юнака першого соліста «Російського балету». Танцівник із неймовірною швидкістю проходить шлях від артиста кордебалету до соліста. Після його фантастичних тріумфів у ролях Блудного сина в однойменному балеті Прокоф'єва, Аполлона й Івана Царевича в «Аполлоні Мусагеті» та «Жар-Птиці» Стравінського сам Дягілєв скаже: «Лифар чекає власної слушної години, щоб стати новою легендою, найпрекраснішою з легенд балету».

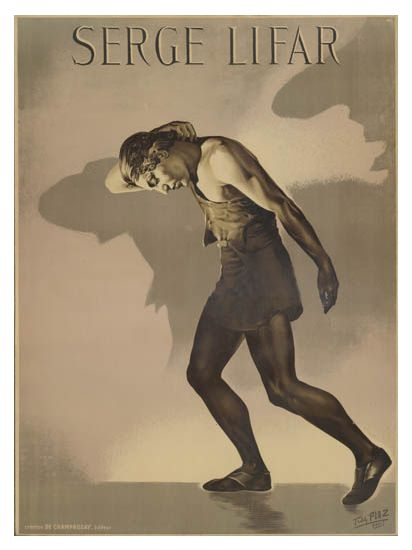
Афіша балетних виступів 1930 року
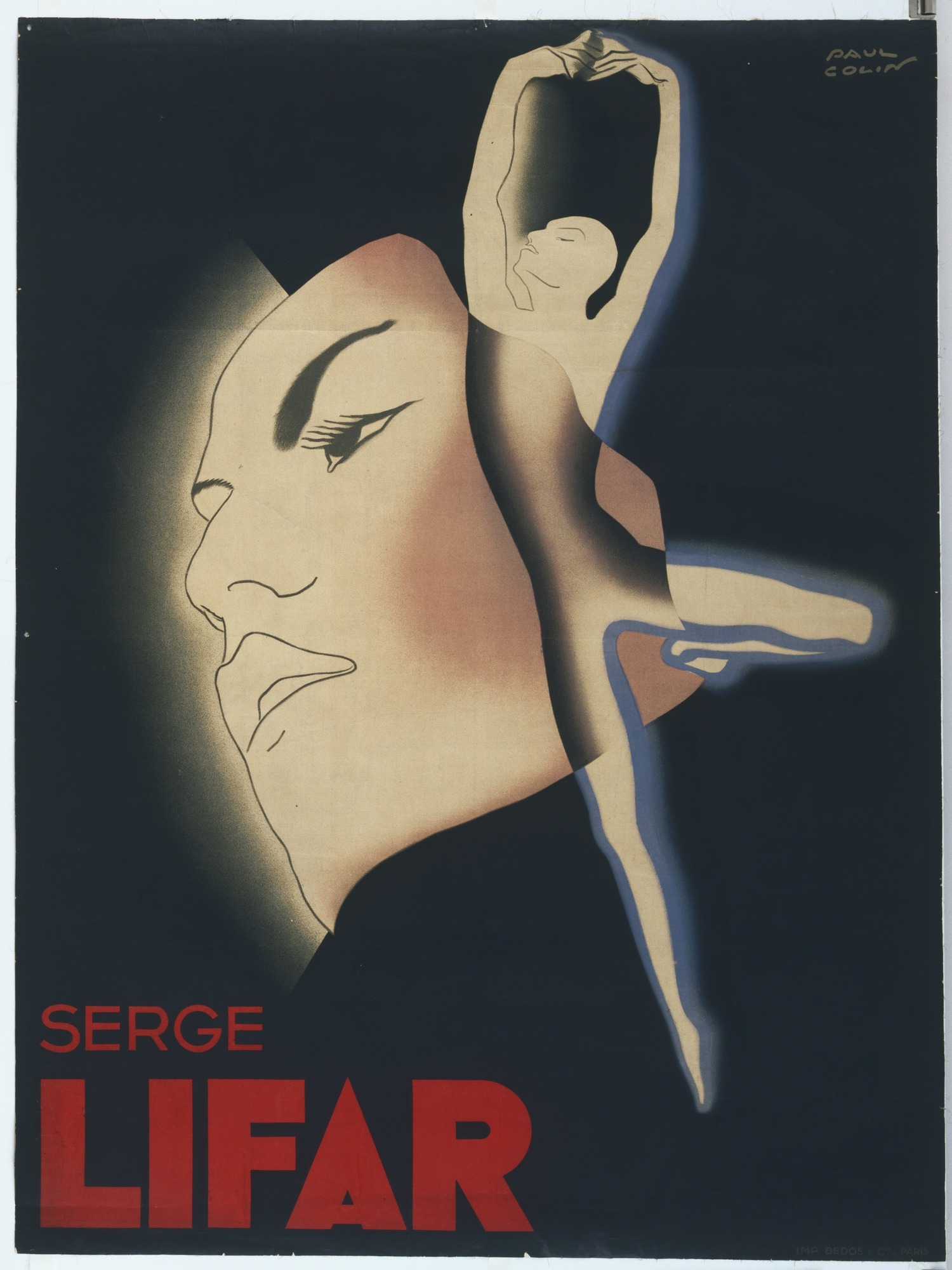
Афіша балетних виступів 1935 року

## Гранд-Опера
Переломним у житті Лифаря став 1929 рік. На той час російський балет за кордоном переніс три великих потрясіння: померли Анна Павлова і Сергій Дягілєв, залишив сцену Ніжинський. Саме тоді яскраво спалахнула зірка Сержа Лифаря.
Після смерті Дягілєва 24-річному Лифарю запропонували очолити балетну трупу «Гранд-Опера». Він став для французького балету тим, ким для російського у XIX сторіччі був француз Маріус Петіпа. Більше 30 років віддав цьому театрові, був його солістом, хореографом, педагогом. Фактично він відродив французький балет, його репертуар, трупу, його школу та славу, ставши основоположником нового напрямку в балеті — «неокласицизму».
Один із найвідоміших балетів того часу, «Ікар», стане уособленням самого Лифаря. Ось як про цей образ відгукнувся відомий театральний критик того часу Плещеєв: «І ось змах крил, і на сцену вилетів небачений диво-птах… Птах — Лифар. Це не танець, не пластика — це чари. Мені дорікнуть, що це не критика. Критика закінчується там, де починається зачарування. „Ікар“ — це епоха, це синтез усієї його творчості, це начебто гранична межа».
1939 року, незважаючи на початок війни, Лифар залишається в Парижі, очолює театр, створює свої найкращі спектаклі та рятує французький балет від загибелі.
У 1943 році відбулася прем'єра іще однієї Лифаревої перлини — «Сюїти в білому» — однієї з перших довершених спроб зацікавити глядачів винятково безсюжетною виставою. Кияни побачили цей балет лише через 60 років.
Визволення Парижа спричинило до різкого повороту в долі Лифаря: французький Рух Опору звинуватив його у колабораціонізмі й засудив до страти. Лифар тікає з Франції і в 1944–1947 роках очолює трупу «Новий балет Монте-Карло». Після війни Національний французький комітет із питань «чистки» скасував обвинувачення, і балетмейстер тріумфально повернувся до рідного театру.
Загалом Лифар поставив у «Гранд-Опера» понад 200 балетних вистав, виховав 11 зірок балету. У 1947 році заснував у Парижі Інститут хореографії при Гранд-Опера, з 1955 року вів курс історії й теорії танцю в Сорбонні, був ректором Університету танцю, професором Вищої школи музики та почесним президентом Національної ради танцю при ЮНЕСКО.
За життя Сергій Лифар отримав багато відзнак від різних держав. Він був кавалером найвищих нагород Франції: ордена Почесного легіону та ордена Літератури і мистецтва, володарем найвищої відзнаки балету — «Золотого черевичка» та премії «Оскар», нагороджений Золотою медаллю міста Парижа. Лифар створив новий напрям у балеті — неокласицизм. Академічний танець набув нових, модернових рис. І разом з тим, доля забрала у нього найдорожче: спочатку Київ, який він не розлюбив до кінця свого життя, потім — його Гранд-Опера.
У 1958 році його звільняють із театру. Він не вірить, що це остаточно, довго бореться, але марно: навіть шанувальник його таланту Шарль де Голль не зміг йому допомогти.

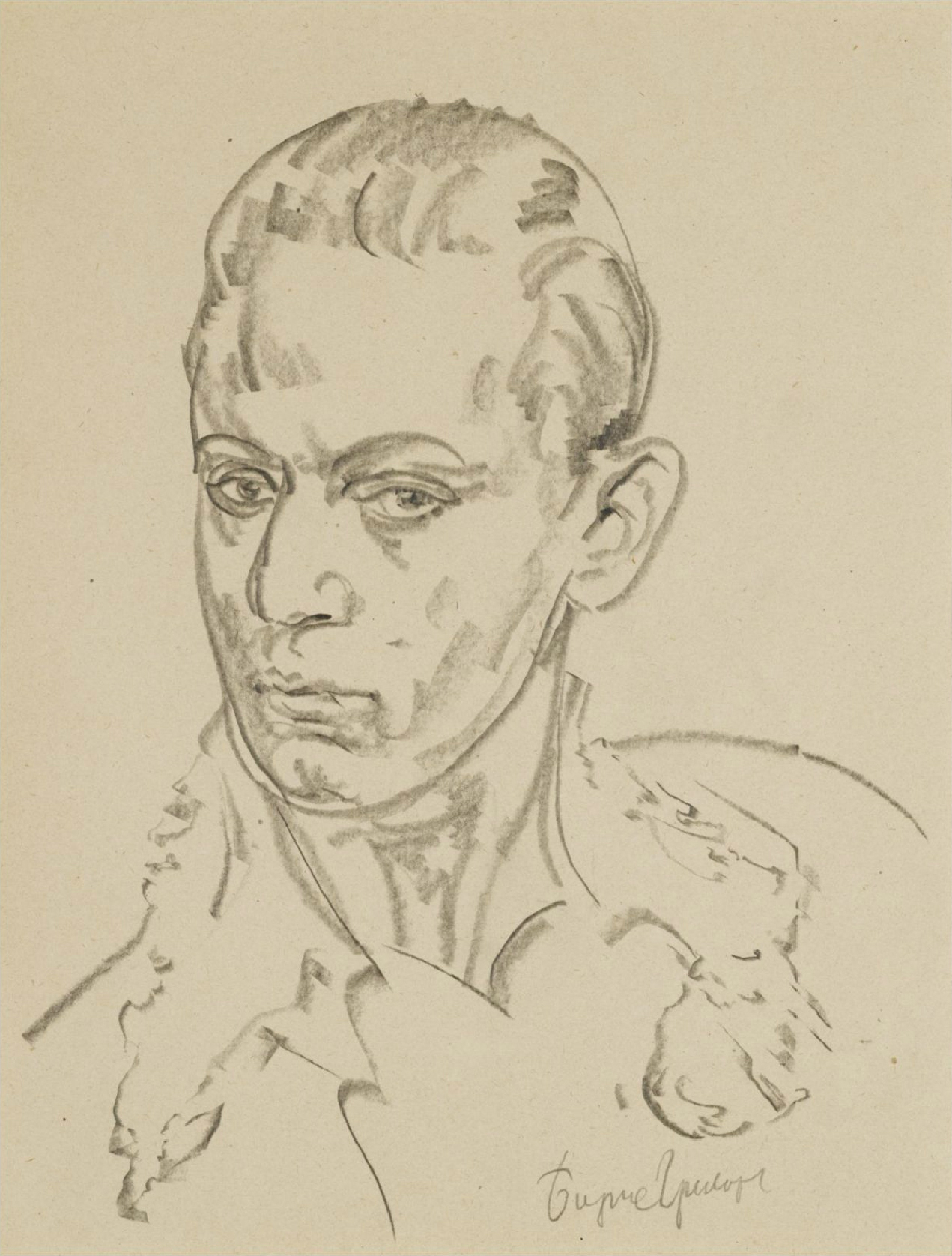
Танцівник Сергій Лифар. Малюнок Бориса Григор'єва
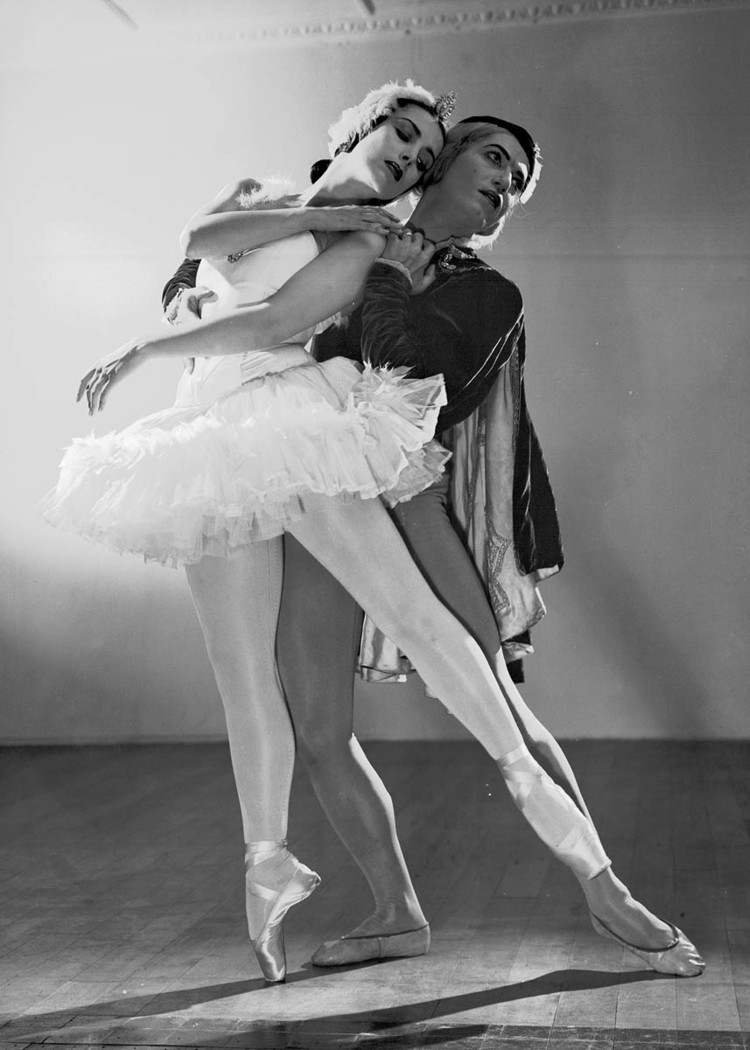
Сергій Лифар з Тамарою Тумановою
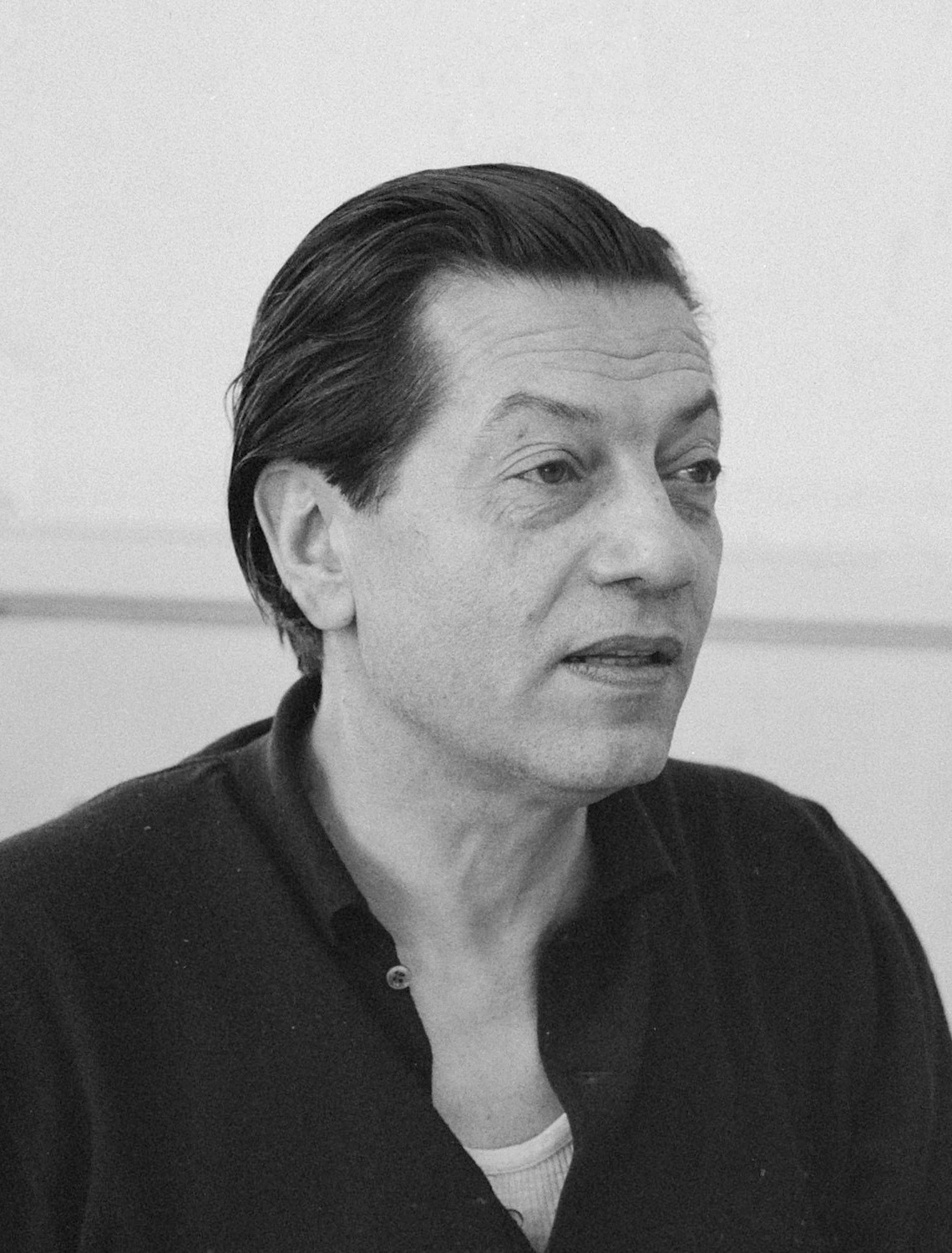
Сергій Лифар у 1961 році

## Знайомства з відомими сучасниками
Світ балету був не єдиним захопленням Лифаря. Він товаришував із багатьма художниками, серед яких були Пабло Пікассо, Жан Кокто, Кассандр (Адольф Мурон), Марк Шагал, які оформили багато його спектаклів. Свого часу Лифареві свою співпрацю пропонував Сальвадор Далі, проте його сюрреалістичний проект декорацій та костюмів до знаменитого «Ікара» (з милицями замість крил) було відхилено.

## Образотворче мистецтво

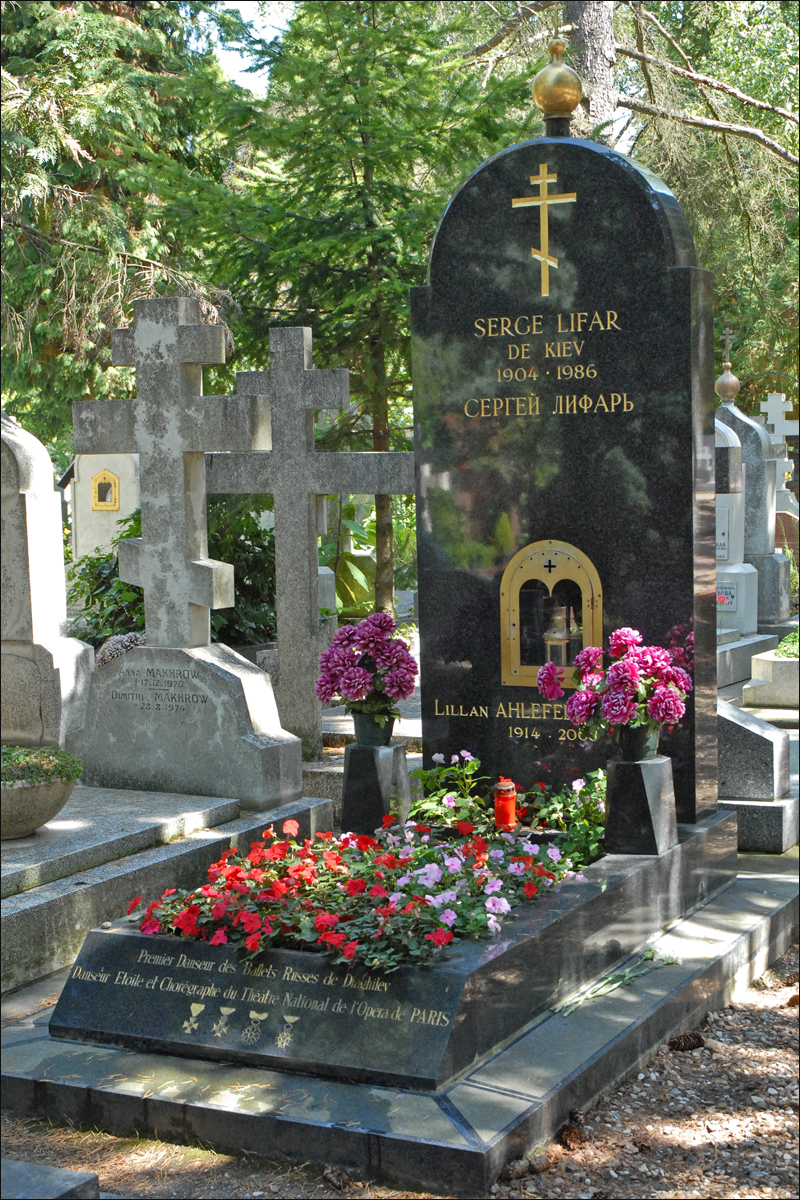
Могила Лифаря на цвинтарі Сент-Женев'єв-де-Буа

Звільнення з театру підштовхнуло Лифаря професійно узятися за пензля. У 65 років у нього проявився неабиякий хист художника. Власне, він малював і раніше: на театральних програмках, афішах, записках — акриловими фарбами, олівцем, помадою, гримом. Іноді використовував тонований папір. У 1972–1975 роках виставки картин Лифаря користувалися великою популярністю: Канни, Париж, Монте-Карло, Венеція. Хоча сам Лифар доволі стримано ставився до свого захоплення. «Графічні, майже пластичні роботи я присвятив своєму другові Пабло Пікассо. Він був настільки люб'язним, що здивувався, замилувався і гаряче порадив мені продовжувати. Тільки ж я не художник, а хореограф, що малює», — писав він у останній автобіографічній книзі «Мемуари Ікара». Він залишив після себе понад сотні оригінальних картин та малюнків. Основний сюжет — балет, рухи, драматургія танцю. Переважно Лифар виставлявся у невеликих галереях Ніцци, Венеції, Монте-Карло, перемовини з якими вів сам або його знайомі. Деякі картини відразу потрапляли до музеїв. Інформацію про продажі своїх робіт Серж Лифар фіксував на різних папірцях, що були під рукою. Так, 17 травня 1974 року у Венеції він пише, що отримав чек на 250 мільйонів лір за картину «Танцівник».
26 травня 1972 року в Парижі Серж Лифар пише, що буде прийнятий Президентом Французької Республіки в Єлисейському палаці, якому покаже свій живопис. Його приймав Жорж Помпіду, який заснував Центр сучасного мистецтва. Пізніше Лифар згадує, що його «виставка-презентація» тривала 30 хвилин, і Помпіду придбав картину за 250 тисяч франків.

## Колекціонування
Другою його пристрастю були книжки. Почалося усе із особистого архіву Сергія Дягілєва, який складався з колекції театрального живопису і декорацій та бібліотеки (близько 1000 назв). Лифар викупив її у французького уряду за гроші, отримані за рік роботи в Гранд-Опера. Як пізніше згадував хореограф: «Гроші на купівлю дягілевського архіву я заробив ногами».
Зібрав одну з найцікавіших в Європі російських бібліотек, яка складалася зі стародруків XVI—XIX ст. Особливе місце в його бібліотеці займала і «Пушкініана», найдорожчим скарбом якої були 10 оригіналів листів поета до Гончарової, рідкісні видання, інші пушкінські раритети.
В останні роки свого життя Лифар був змушений продати частину своєї колекції. Про причини такого рішення він писав у листі до спадкоємців у 1975 році: «Сьогодні я маю лише скромну пенсію від Паризької опери, тому не в стані зберегти колекцію. Меценати оминули мене увагою, я змушений попрощатися з цією скарбницею російської культури, „відпустити на волю“ всі книги й альбоми, щоб вони стали надбанням істориків, бібліотек». Розпродаж колекції Лифаря відбувся на аукціоні в Монте-Карло.
Нині частина бібліотеки Лифаря (817 одиниць) зберігається у Києві, у відділі мистецтв Публічної бібліотеки імені Лесі Українки. У дар Україні її передала вдова хореографа — графиня Ліліан Алефельд.

## Повернення до України
Україна, Київ до кінця життя лишилися світлою мрією Лифаря. «Навіть прекрасний блискучий Париж не зміг примусити мене, киянина, забути мій широкий, величавий Дніпро», — говорив він. Коли, вручаючи орден Почесного легіону, Шарль де Голль вкотре запропонував йому стати громадянином країни і звернувся до нього: «Мосьє Лифар! Ви зробили для Франції стільки, скільки мало хто із знаменитих французів. Чи не час вам стати французом і за паспортом?». Лифар відповів: «Щиро вдячний, пане президенте, за вашу пропозицію. Але я ніколи не був і не буду французом, бо я українець і батьківщина моя Україна». Він так і залишився власником паспорту Нансена, «персоною без громадянства» — не міг зректися свого коріння, предків, землі, де він народився. Уже відлучений від театру, він одного разу прийшов до Гранд-Опера у вишиванці, а потім поділився найзаповітнішою мрією: «Мрію повернутися в Україну. Проте вдома мене, на жаль, ніхто не знає, а у Франції — забули»..
Олесь Ільченко згадував, що  йому Валерій Парсегов, що був знайомий з Сержем Лифарем, розповідав, що Лифар в розмові з ним підкреслював своє українське походження.

## Посмертна пам'ять
За життя в еміграції Сергій Лифар лише один раз побував у Києві — у 1961 році, і це було для нього великим щастям.
Ім'я генія балету Лифаря повернулося в Україну лише в середині 1990-х, не в останню чергу — зусиллями його вдови, графині Алефельд. Вона передала в дар Україні найбільші скарби з особистої колекції Лифаря: орден Почесного легіону, «Золотий черевичок», прикрашений діамантами, сценічні костюми, а також пуант Анни Павлової, валізу Сергія Дягілєва, роботи Пікассо і Шагала, скульптурні портрети самого Сержа роботи скульптора Бельмондо — батька кінозірки.
Протягом тривалого часу до Києва з'їжджалися танцівники та хореографи з усього світу на міжнародний конкурс імені Лифаря та фестиваль «Серж Лифар де ля данс». На київській сцені відродилися його «Ромео і Джульєтта» та «Сюїта в білому».
Останні роки життя Серж Лифар прожив у Лозанні в Швейцарії, де й помер 15 грудня 1986 року. У 2003 у Лозанні відкрито бронзовий пам'ятник Сержу Лифарю: Ікар з піднятими руками-крилами наче прагне злетіти у небо. Пам'ятник виготовлений на кошти Київської міської ради, автори — кияни, скульптор Володимир Чепелик і архітектор Володимир Скульський. На постаменті напис: «Serg Lifar de Kiev» — «Серж Лифар з Києва».
2004 року Національний банк України до 100-річчя з дня народження танцівника у серії «Видатні особистості України» випустив ювілейну пам'ятну монету «Серж Лифар».
Сьогодні про життя та творчість видатного балетмейстера розповідає Музей української діаспори. Також в столиці України працює Київська муніципальна українська академія танцю імені Сержа Лифаря, в якій 7 квітня 2004 року відбулась церемонія відкриття пам'ятної дошки Сержу Лифарю на фасаді академії.
Ім'я балетмейстера у Києві носять вулиця та станція швидкісного трамвая.
У травні 2019 року в Києві на стіні найстарішого київського готелю Premier Palace Hotel Kyiv (за адресою: бульвар Т. Шевченко / вул. Пушкінська 5-7/29) встановлено мініскульптуру проєкту «Шукай» «Золота туфелька» (скульптор Юрій Білявський), присвячену Сержу Лифарю. Прикмета скульптурки: Потреш мене — і сягнеш неймовірної височини.

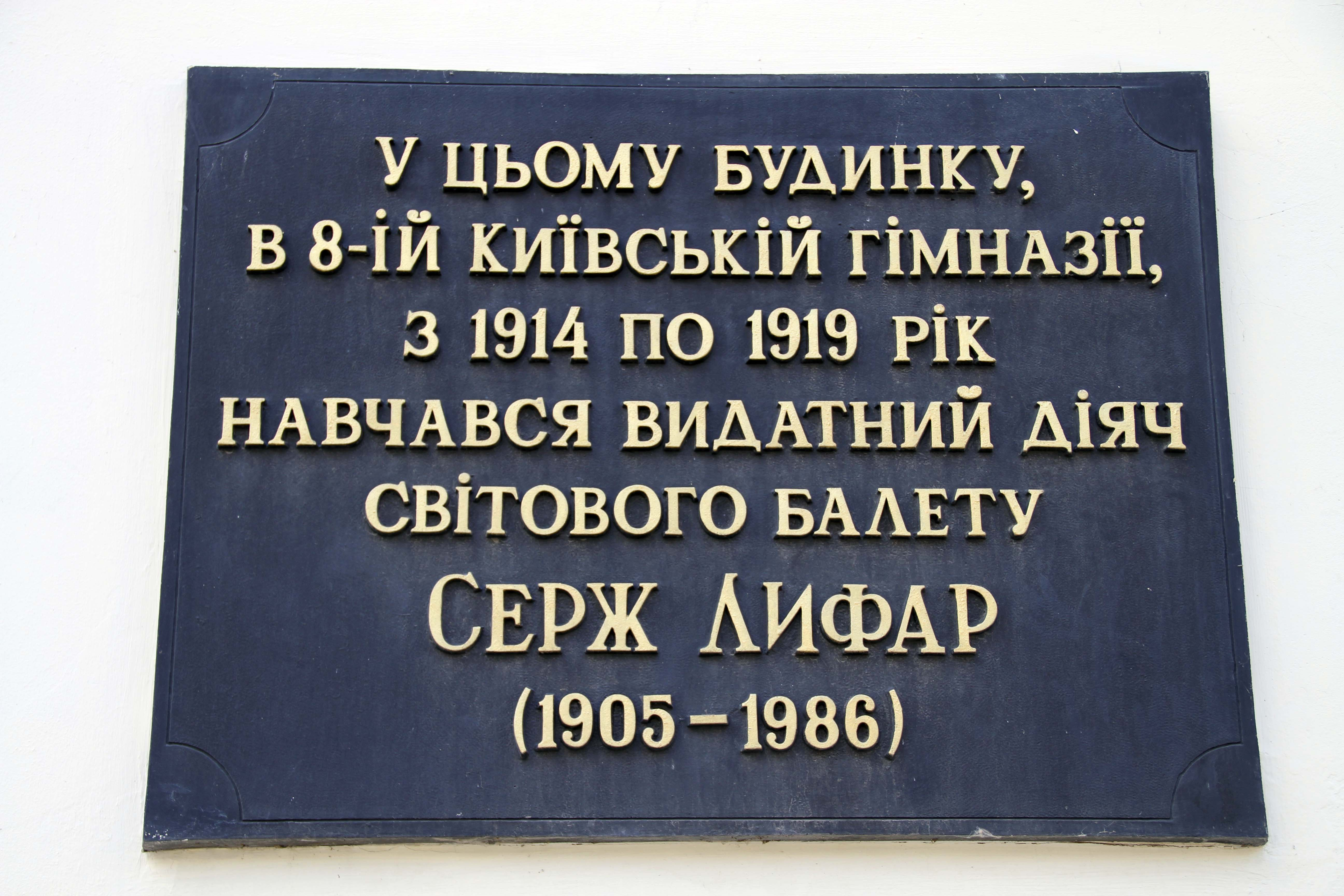
Меморіальна дошка у Києві на площі Івана Франка
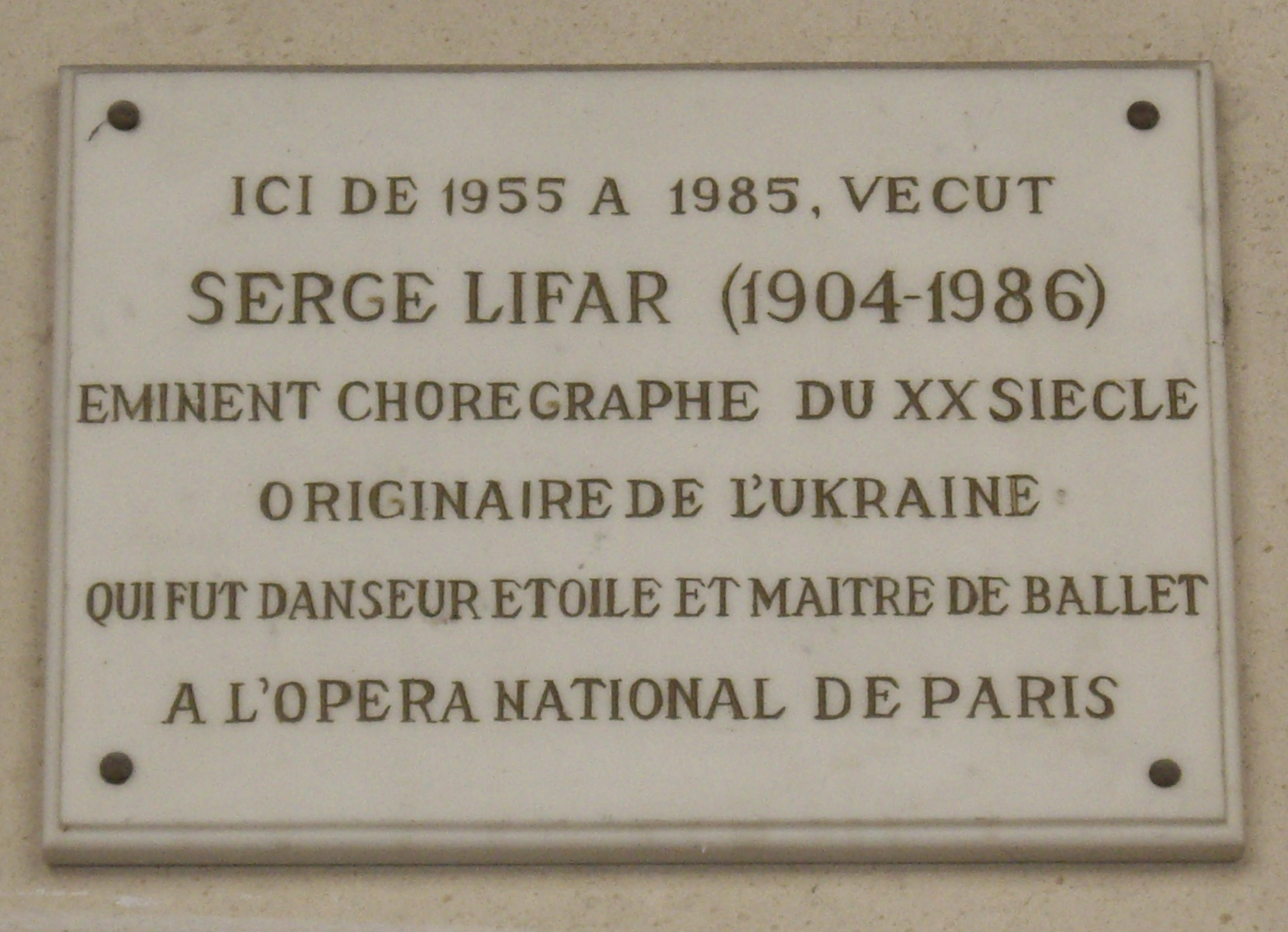
Меморіальна дошка на вул. Кастільйоне, № 7 у Парижі. «Тут з 1955 по 1985 рік жив Серж Лифар (1904—1986), видатний хореограф ХХ століття, уродженець України, який був головним танцюристом і балетмейстером у Паризькій національній опері»
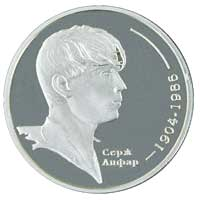
Пам'ятна монета України
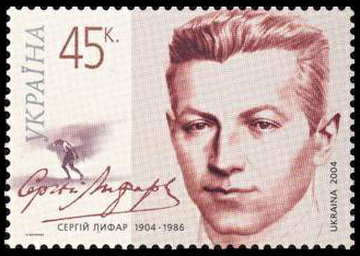
Поштова марка видана до 100-річчя Сергія Лифаря
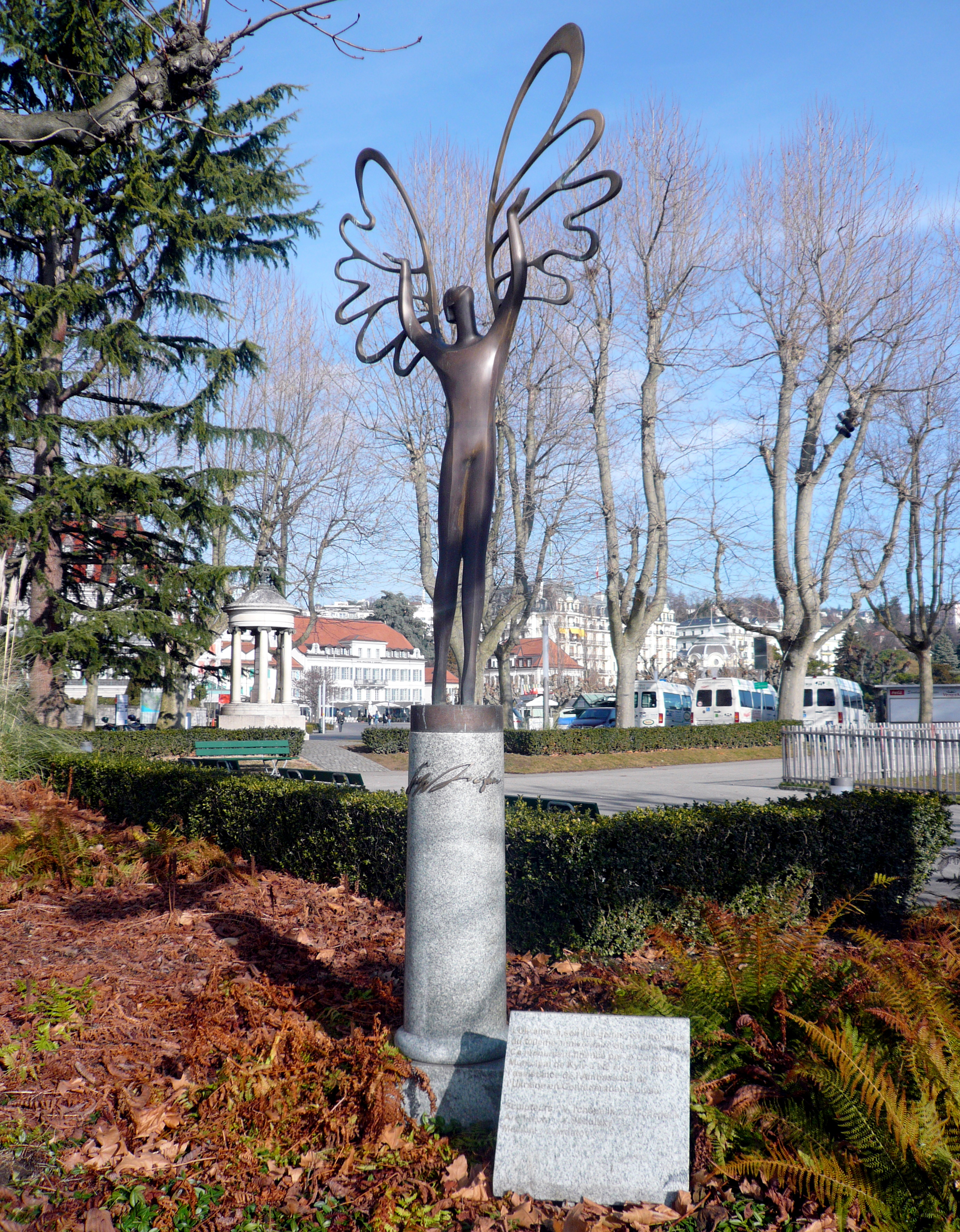
Пам'ятник у Лозанні